# اوسپیتاله دی چادوره
اوسپیتاله دی چادوره (به ایتالیایی: Ospitale di Cadore) یک کومونه در ایتالیا است که در استان بلونو واقع شده‌است.

## خصوصیات
اوسپیتاله دی چادوره ۴۰٫۱ کیلومترمربع مساحت و ۳۶۸ نفر جمعیت دارد.